# 아카데미 아역상
아카데미 아역상(Academy Juvenile Award)은 아카데미상의 폐지된 부문 중 하나로, 1935년부터 1960년까지 행해졌다.

## 같이 보기
- 영화 예술 과학 아카데미
- 어린이 배우
- 영 아티스트 어워드